# Остеллато
Остеллато (італ. Ostellato) — муніципалітет в Італії, у регіоні Емілія-Романья, провінція Феррара.
Остеллато розташоване на відстані близько 330 км на північ від Рима, 55 км на північний схід від Болоньї, 26 км на південний схід від Феррари.
Населення — 6308 осіб (2014).

## Демографія
Населення за роками:

Станом на 1 січня 2023 року в муніципалітеті офіційно проживало 408 іноземців з 39 країн, серед них 138 громадян країн Євросоюзу та 26 громадян України.

## Сусідні муніципалітети
- Комаккьо
- Феррара
- Лагозанто
- Мазі-Торелло
- Портомаджоре
- Трезігалло
- Фіскалья